# Мекенз Келлі
Мекенз Келлі (англ. Mekenze Kelly, нар. 18 грудня 2003) — американська легкоатлетка, яка спеціалізується у бігу на короткі дистанції.

## Спортивні досягнення
Чемпіонка світу серед юніорів у естафетному бігу 4×400 метрів (2022).
Чемпіонка США серед юніорів у бігу на 400 метрів (2022).